# Prapreče, Vransko
Prapreče so naselje v Občini Vransko.